# Urasoe
Urasoe (浦添市, Urasoe-shi, okinawaïen : ’Urashī) est une ville située sur l'île d'Okinawa, au Japon.

## Géographie

### Situation
Urasoe se trouve dans le sud de l'île d'Okinawa, bordée par la mer de Chine orientale à l'ouest. La base américaine de Camp Kinser occupe le nord-ouest de la ville.

### Démographie
Au 30 mars 2025, Urasoe comptait 114 803 habitants répartis sur une superficie de 19,09 km2.

## Histoire
Urasoe a été la capitale d'origine du royaume de Chūzan pendant plusieurs siècles jusqu'à ce qu'elle soit supplantée par Shuri à la fin du XIVe siècle ou au début du XVe siècle. Pendant une grande partie du XIVe siècle, le château d'Urasoe était le plus grand de l'île d'Okinawa. Le château contient maintenant les restes de plusieurs rois du royaume de Ryūkyū.
Urasoe a été complètement rasée lors de la bataille d'Okinawa en 1945. La reconstruction débute en 1946 et la population s'accroit rapidement à partir des années 1950 du fait de sa proximité avec la capitale Naha. Urasoe obtient le statut de ville le 1er juillet 1970.

## Culture locale
Urasoe abrite le théâtre national d'Okinawa (en), en partie dédié aux représentations scéniques folkloriques des îles Ryūkyū, ainsi que les ruines du château d'Urasoe.

## Patrimoine culturel et naturel
La ville d’Urasoe compte soixante-douze éléments désignés ou enregistrés comme patrimoine matériel culturel ou naturel, au niveau national, préfectoral ou municipal. 
- Nom (japonais) (type d’enregistrement)

### Patrimoine matériel
- Boite à nourriture circulaire laquée avec la technique uruminuri, avec un motif de fleurs et oiseaux, feuille d’or et peinture mitsudae (潤塗花鳥箔絵密陀絵丸形食籠?) (Municipal)
- Boîte à nourriture laquée noire, avec un motif de paons et de frises karakusa, technique chinkin (黒漆孔雀牡丹唐草沈金食籠?)
- Boîte à nourriture octogonale laquée noire, avec un motif d’algues, de poissons et de pluviers, technique raden (黒漆藻魚千鳥螺鈿八角食籠?) (Municipal)
- Boîte à nourriture octogonale laquée noire, avec un motif de pavillons avec personnages, technique raden (黒漆楼閣人物螺鈿八角食籠?) (Municipal)
- Boîte à nourriture octogonale laquée noire, avec un motif de paysage avec personnages, technique raden (黒漆山水人物螺鈿八角食籠?) (Municipal)
- Boîte à nourriture octogonale laquée noire, avec un motif de raisins et d’écureuils, feuille d’or (黒漆葡萄栗鼠箔絵八角食籠?) (Municipal)
- Boîte à nourriture octogonale laquée noire, avec un motif des « vingt-quatre parangons de la piété filiale » et de frise karakusa, techniques raden et chinkin (黒漆二十四孝唐草螺鈿沈金八角食籠?) (Municipal)
- Boite à nourriture ryōka en forme de fleur laquée avec la technique uruminuri, avec un motif de bateaux et végétation, feuille d’or (潤塗舟遊草花箔絵稜花形食籠?) (Municipal)
- Boîte à nourriture ryōka en forme de fleur laquée rouge, avec un motif de pavillons et personnages, feuille d’or (朱漆楼閣人物箔絵稜花形食籠?) (Municipal)
- Boite à papier à écrire laquée noire, avec un motif de raisins et écureuils, technique raden avec feuille d’or (黒漆葡萄栗鼠螺鈿箔絵料紙箱?) (Municipal)
- Boite à pierre à encre laquée avec la technique uruminuri, avec un motif de raisins et écureuils, technique raden avec feuille d’or (潤塗葡萄栗鼠螺鈿箔絵硯箱?) (Municipal)
- Boîte à tabac en forme de courge laquée noire, avec un motif de paysage avec personnages, technique raden (黒漆山水人物螺鈿阿古陀形煙草入?) (Municipal)
- Boite en calambac laquée noire, avec des motifs de feuilles hishi et de shippōtsunagi, technique raden (黒漆菱七宝繋螺鈿伽羅箱?) (Municipal)
- Boite laquée noire, avec des motifs d’aoimon et de chrysanthèmes, technique raden (黒漆葵紋菊螺鈿箱?) (Préfectoral)
- Boite laquée noire, avec des motifs de kisshōmon, technique raden avec feuille d’or (黒漆吉祥文螺鈿箔絵箱?) (Municipal)
- Boite laquée noire, avec des motifs de personnages à cheval, technique raden (黒漆騎馬人物螺鈿箱?) (Municipal)
- Boite laquée noire, avec des motifs de raisins et écureuils, technique raden avec feuille d’or (黒漆葡萄栗鼠螺鈿箔絵箱?) (Municipal)
- Bureau laqué rouge, avec un motif d’oiseaux et fleurs, technique raden avec feuille d’or et peinture mitsudae (朱漆花鳥螺鈿箔絵密陀絵机?) (Préfectoral)
- Coffre cylindrique laqué vert, avec un motif de phœnix, nuages et treillis à carreaux, technique chinkin (緑漆鳳凰雲点斜格子沈金丸櫃?) (Municipal)
- Conteneur à encens à trois niveau laqué noir, avec un motif d’animal mythique kirin, de raisins et d’écureuils, technique raden (黒漆麒麟葡萄栗鼠螺鈿重香合?) (Municipal)
- Écran laqué noir, avec un motif de paysage avec personnages, technique raden (黒漆山水人物螺鈿衝立?) (Municipal)
- Écran laqué rouge, avec un motif de bambous, tigre et rangs de perles, techniques chinkin et raden (朱漆竹虎連珠沈金螺鈿座屏?) (Municipal)
- Enregistrements généalogiques du clan Shō (向姓家譜?) (Municipal)
- Épreuves des « Huit vues de Ryūkyū » (琉球八景校合摺り?) (Municipal)
- Fleurs et oiseaux, peinture (花鳥図?) (Municipal)
- Grand plateau laqué noir, avec un motif de nuages et dragons, technique raden (黒漆雲龍螺鈿大盆?) (Préfectoral)
- « Huit vues de Ryūkyū », estampes ukiyo-e par Hokusai (琉球八景?) (Municipal)
- Longue boîte à écrire laquée noire, avec un motif de nuages, dragons et phœnix, technique raden (黒漆雲龍鳳凰螺鈿長文箱?) (Municipal)
- Placard avec des étagères laqué noir, avec un motif de pavillons et de personnages, technique raden (黒漆楼閣人物螺鈿飾棚?) (Municipal)
- Plaque laquée noire avec les préceptes de la famille Sima Guang, technique raden (黒漆司馬温公家訓螺鈿掛板?) (Municipal)
- Plateau de service laqué rouge, avec un motif de fleurs et oiseaux, technique chinkin (朱漆花鳥沈金膳?) (Municipal)
- Plateau de service laqué vert, avec un motif de pivoines, frises karakusa et route pavée, technique chinkin (緑漆牡丹唐草石畳沈金膳?) (Municipal)
- Plateau de service tundābun laqué noir, avec un motif de paulownias et phœnix, technique raden (黒漆桐鳳凰螺鈿東道盆?) (Municipal)
- Plateau de service tundābun laqué rouge, avec un motif de paysage avec personnages, feuille d’or (朱漆山水人物箔絵東道盆?) (Municipal)
- Plateau de service quadrangulaire laqué rouge, avec une représentation de l’histoire de Kanzan et Jittoku, technique raden (朱漆寒山拾得螺鈿四方盆?) (Municipal)
- Plateau en forme de fleur laqué noir, avec un motif de paysage avec personnages, technique raden (黒漆山水人物螺鈿輪花盆?) (Municipal)
- Plateau hexagonal laqué rouge, avec un motif de pruniers et lune, technique raden (朱漆梅月螺鈿六角盆?) (Municipal)
- Plateau laqué noir, avec un motif de fleurs et d’oiseaux, technique raden avec feuille d’or et peinture mitsudae (黒漆花鳥螺鈿箔絵密陀絵盆?) (Municipal)
- Plateau laqué noir, avec un motif de nuages et de dragon, technique raden (黒漆雲龍螺鈿盆?) (Municipal)
- Plateau laqué rouge, avec un motif de fleurs et oiseaux, peinture mitsudae (朱漆花鳥密陀絵盆?) (Municipal)
- Plateau quadrangulaire blanc, avec un motif de paysage avec personnages, peinture mitsudae et feuille d’or (白密陀山水楼閣人物密陀絵箔絵四方盆?) (Municipal)
- Plateau sur piédestal laqué rouge, avec pivoines et motifs de tomoe et shippōtsunagi, technique chinkin (朱漆牡丹巴紋七宝繋沈金足付盆?) (Municipal)
- Plateau sur piédestal laqué rouge, avec un motif de paysage avec personnages, technique chinkin (朱漆山水人物沈金足付盆?) (Municipal)
- « Port de commerce de Ryūkyū », peinture (琉球交易港図?) (Municipal)
- « Port de commerce de Ryūkyū », peinture sur écran byōbu (琉球交易港図屏風?) (Municipal)
- Seau pour eau chaude tākū laqué avec la technique byakudannuri, avec un motif de paysage avec pavillons, feuille d’or (白檀塗楼閣山水箔絵湯庫?) (Municipal)
- Table centrale laquée noire, avec un motif de paysage avec des pavillons, technique raden (黒漆山水楼閣螺鈿中央卓?) (Municipal)
- Table laquée noire, avec un motif de pivoines et frises karakusa, technique raden (黒漆牡丹唐草螺鈿卓?) (Préfectoral)
- Table laquée rouge, avec un motif de pivoines et oiseau à longue queue, technique raden (朱漆牡丹尾長鳥螺鈿卓?) (Préfectoral)
- Table laquée rouge et noire, avec un motif de nuages et dragon, techniques raden et chinkin (朱黒漆雲龍沈金螺鈿卓?) (Municipal)
- Tombe Iso-no-takaufaka (伊祖の高御墓?) (Préfectoral)
- Zushi (urne funéraire) en pierre du yōdore d’Urasoe (浦添ようどれ石厨子?) (Préfectoral)

### Sites historiques
- Amas coquillier d’Urasoe (浦添貝塚?) (Préfectoral)
- Grotte de Terabugama à Machinato (牧港テラブのガマ?) (Municipal)
- Route de Nakagami du littoral ouest et route sacrée du sanctuaire de Futenma (中頭方西海道及び普天間参詣道?) (National)
- Site archéologique de la grotte de Chijifuchā (チヂフチャー洞穴遺跡?) (Municipal)
- Site du château d'Iso (伊祖城跡?) (Préfectoral)
- Site du château d'Urasoe (浦添城跡?) (National)
- Sites rituels de Nakama : Autel du dieu du feu Jitū Hi-nu-kan (仲間の拝所群 地頭火ヌ神?) (Municipal)
- Sites rituels de Nakama : Site rituel de Nakamantira (仲間の拝所群 仲間ンティラ?) (Municipal)
- Sites rituels de Nakama : Site sacré de Kubasā-nu-utaki (仲間の拝所群 クバサーヌ御嶽?) (Municipal)
- Sites rituels de Nakama : Source Nakama Fījā (仲間の拝所群 仲間樋川?) (Municipal)
- Source Agari-gā de Nishibaru (西原東ガー?) (Municipal)
- Source Ahacha Fījā (安波茶樋川?) (Municipal)
- Source Iri-nu-kā de Takushi (沢岻イリヌカー?) (Municipal)
- Source Sentaku-gā de Nishibaru (西原洗濯ガー?) (Municipal)
- Stèle de Kyozuka (経塚の碑?) (Municipal)
- Tombe de Tamagusuku Chōkun (Tombe Hentona) (玉城朝薫の墓 (邊土名の墓)?) (Municipal)
- Tombe Urasoe Udun (浦添御殿の墓?) (Municipal)

### Lieux de beauté pittoresque
- Amamiku-nu-mui (Iso Gusuku) (アマミクヌムイ (伊祖グスク)?) (National)

### Monuments naturels
- Figuier des banians du site rituel de Yafuso Uganju (屋富祖の御願所のガジュマル?) (Municipal)
- Kohu de montagne (Bischofia javanica) géant d’Uchima (内間の大アカギ?) (Municipal)

## Transports
La ville est desservie par le monorail Okinawa Toshi.

## Jumelage
Urasoe est jumelée avec :
- Quanzhou (Chine),
- Gamagōri (Japon).